# Steen Bo Frandsen
Steen Bo Frandsen (* 1958) ist ein dänischer Historiker, Politikwissenschaftler und Hochschullehrer.

## Leben und Wirken
Steen Bo Frandsen studierte Geschichte an der Universität Aarhus und promovierte dort 1986. In der folgenden Zeit hielt er sich zu Forschungsaufenthalten in Italien und Deutschland – u. a. an der Gesamthochschule Kassel – auf. Von 1990 bis 1993 war er als Assistenzprofessor an der Universität Aarhus tätig. Während dieser Zeit habilitierte er sich dort. Nach einjähriger Tätigkeit am Europäischen Hochschulinstitut Florenz arbeitete er sechs Jahre als Forscher in Italien und zwar am „Danske Institut für Videnskab og Kunst i Rom“. Seit 2008 hat Frandsen eine Professur für Geschichte bzw. Politikwissenschaft an der Syddansk Universitet in Odense inne. Hier beschäftigt er sich weiterhin u. a. mit den deutsch-dänischen Beziehungen, dem dänischen Gesamtstaat und Themen der Grenzregionsforschung.
Besonders bekannt geworden ist in Deutschland sein 1994 erschienenes Buch „Dänemark. Der kleine Nachbar im Norden“.

## Veröffentlichungen (Auswahl)
- Dänemark. Der kleine Nachbar im Norden. Aspekte der deutsch-dänischen Beziehungen im 19. und 20. Jahrhundert. Wissenschaftliche Buchgesellschaft, Darmstadt 1994, ISBN 3-534-11712-3.
- Opdagelsen af Jylland. Den regionale dimension i Danmarkshistorien 1814–1864. Aarhus Univ. Forl., Aarhus 1995, ISBN 87-7288-685-4 (= Dissertation Universität Aarhus).
- Eine fremde Stadt. Dänemark und die Handelsmetropole Hamburg im 19. Jahrhundert. In: Bernd Henningsen (Hrsg.): Die inszenierte Stadt. zur Praxis und Theorie kultureller Konstruktionen. Berlin-Verlag Spitz, Berlin 2001, ISBN 3-8305-0245-1, S. 227–250.
- „The war that we prefer“. The Reclamation of the Pontine Marshes and Fascist Expansion. In: Totalitarian movements and political religions, Bd. 2 (2001), S. 69–82.
- Holsten i helstaten. Hertugdømmet inden for og uden for det danske monarki i første halvdel af 1800-tallet. Museum Tusculanum Forl., København 2008, ISBN 978-87-635-0754-7 (= Habilitationsschrift).
- The breakup of a composite state and the construction of a national conflict. Denmark and the duchies in the 19th century. In: Journal on ethnopolitics and minority issues in Europe, Bd. 8 (2009), S. 1–20.
- Schleswig. Ein Erinnerungsort für Deutsche und Dänen? In: Bernd Henningsen u. a. (Hrsg.): Transnationale Erinnerungsorte (= The Baltic Sea region, Bd. 10). Berliner Wiss.-Verlag, Berlin 2009, ISBN 978-3-8305-1570-8, S. 31–49.
- Das Herzogtum Holstein im dänischen Gesamtstaat. In: Zeitschrift der Gesellschaft für schleswig-holsteinische Geschichte, Bd. 136 (2011), S. 163–178.
- (Mithrsg. u. Mitautor): 1200 Jahre deutsch-dänische Grenze. Wachholtz, Neumünster 2013, ISBN 978-3-529-02865-6.
- The Danish composite state and the lost memory of a multilingual culture. In: Anna Havinga, Nils Langer (Hrsg.): Invisible languages in the nineteenth century. Lang, Oxford u. a. 2015, ISBN 978-3-0343-1968-3, S. 239–256.
- (Mitautor): Rainer Hering u. a. (Hrsg.): 1864 – Menschen zwischen den Mächten. Hamburg University Press, Hamburg 2015, ISBN 978-3-943423-24-2.
- (Red., mit Inge Andriansen): Efter 1864. Krigens følger på kort og langt sigt (= University of Southern Denmark studies in history and social sciences. Bd. 519). Syddansk Universitetsforlag, Odense 2016, ISBN 978-87-7674-932-3.
- Klein und national. Dänemark und der Wiener Frieden 1864. In: Oliver Auge u. a. (Hrsg.): Der Wiener Frieden 1864. Ein deutsches, europäisches und globales Ereignis (= Wissenschaftliche Reihe / Otto-von-Bismarck-Stiftung. Bd. 22). Schöningh, Paderborn 2016, ISBN 978-3-506-78525-1, S. 225–238.
- Dänemark und Holstein. Eine lange Verbindung. In: Oliver Auge/Norbert Fischer (Hrsg.): Nutzung gestaltet Raum. Regionalhistorische Perspektiven zwischen Stormarn und Dänemark (= Kieler Werkstücke, Reihe A. Bd. 44). Lang, Frankfurt am Main 2017, ISBN 978-3-631-67353-9, S. 137–149.
- (Mitautor): Elin Fredsted, Markus Pohlmeyer (Hrsg.): Heimat. Kulturwissenschaftliche, regionalgeschichtliche und ästhetische Zugänge. Igel Verlag, Hamburg 2019, ISBN 978-3-86815-735-2.
- Als Schleswig geteilt oder wiedervereinigt wurde. Die dänische Perspektive. In: Grenzfriedenshefte. Bd. 67, 2020, S. 31–44.
- mit Machteld Venken (Hrsg.): Debordering and rebordering. Central and South Eastern Europe after the First World War. Routledge, London 2022, ISBN 978-1-03-223201-0.
- (Mithrsg. u. Mitautor): Grenz-Raum-Narrative. Die deutsch-dänische Grenzregion von 1920 bis heute (= Kieler Schriften zur Regionalgeschichte. Bd. 9). Wachholtz, Kiel/Hamburg 2023, ISBN 978-3-529-03609-5.
- (Mithrsg.): Competing memories of European border towns. Routledge, London 2024, ISBN 978-1-03-267492-6.